# マンガンペルオキシダーゼ
マンガンペルオキシダーゼ（manganese peroxidase）は、次の化学反応を触媒する酸化還元酵素である。
2 Mn2+ + 2 H+ + H2O2 {\displaystyle \rightleftharpoons } 2 Mn3+ + 2 H2O
反応式の通り、この酵素の基質はMn2+とH+とH2O2とH+、生成物はMn3+とH2Oである。補因子としてヘムを用いる。
組織名はMn(II):hydrogen-peroxide oxidoreductaseで、別名にperoxidase-M2、Mn-dependent (NADH-oxidizing) peroxidaseがある。